# Шиман, Гудрун
Герд Гудрун Мария Шиман (швед. Gerd Gudrun Maria Schyman, род. 9 июня 1948, Тэбю, лен Стокгольм) — шведская женщина-политик. Основатель партии Феминистская инициатива, спикер в 2005—2011 гг. и лидер в 2013—2019 гг. Лидер Левой партии в 1993—2003 гг. Депутат риксдага (парламента) в 1988—2006 гг. от лена Стокгольм.

## Биография
На парламентских выборах 20 сентября 1998 года Левая партия под руководством Гудрун Шиман получила 631 011 голосов (12,0 %), что является лучшим её результатом за всю историю.
В 2003 году Гудрун Шиман покинула Левую партию и в 2005 году создала партию Феминистская инициатива. На выборах в Европейский парламент 25 мая 2014 года партия получила 204 005 голосов (5,5 %) и первый кандидат в списке партии Сорая Пост получила мандат.  На парламентских выборах 14 сентября 2014 года партия получила 194 719 голосов (3,12 %), не преодолела избирательный «порог» на государственном округе в 4%, но получила места в 13 муниципальных советах, в том числе Стокгольма, Мальме и Умео. 10 февраля 2019 года Гудрун Шиман ушла в отставку с поста лидера партии.
В 1998 году в издательстве Fischer вышла автобиография Gudrun Schyman: Människa, kvinna, mamma, älskarinna, partiledare. В ней Гудрун Шиман призналась в проблемах на почве алкоголизма. Её откровенность резко прибавила популярности. Приняла участие в книге Skål! 14 berättelser — hur det var, vad som hände och hur det är nu писательницы Анн Тёрнблад (Ann Thörnblad), которая вышла в издательстве Sellin & partner в 2009 году. В книге 14 известных людей рассказывают как алкоголь повлиял на их жизнь. Кроме Шиман, в книге поделились своими историями актёр Бенни Хааг, блогер Маркус Бирро и мэр Стокгольма Кристина Аксен Олин.
Писательница и феминистка Юханна Пальмстрём написала биографию Det gäller livet : en biografi om Gudrun Schyman, опубликованную в издательстве Leopard в 2018 году.